# Charlotte Barnum
Charlotte Cynthia Barnum (* 17. Mai 1860 in Phillipston, Massachusetts, Vereinigte Staaten; † 27. März 1934 in Middletown, Connecticut) war eine US-amerikanische Mathematikerin. Sie erwarb 1895 als erste Frau an der Yale University einen Doktortitel in Mathematik.

## Leben und Werk
Barnum erhielt ihre Ausbildung durch Privatstudium und ihre Vorbereitung auf das College erfolgte an der Hillhouse High School in New Haven. 1881 erhielt sie am Vassar College in New York einen Bachelor-Abschluss. Sie arbeitete von 1883 bis 1885 für das Yale University Observatory und berechnete 1885 Winkel von Kristallen für eine Überarbeitung des Systems der Mineralogie von James Dwight Dana. Von 1886 bis 1890 und erneut 1897 arbeitete sie als Redaktionsassistentin bei Webster's International Dictionary. Nach verschiedenen Lehraufträgen an der Betts Academy in Stamford, der Hillhouse School und 1989 an dem Smith College, wo sie Astronomie unterrichtete, studierte sie von 1890 bis 1892 Mathematik, Astronomie und Physik an der Johns Hopkins University in Baltimore. Danach studierte sie an der Yale University, wo ihr Vater studiert hatte, und promovierte 1895 mit der Dissertation: Functions Having Lines or Surfaces of Discontinuity. 1894 trat sie der American Mathematical Society bei, in dem ersten Jahr nach der Namensänderung von der New York Mathematical Society. Nach ihrer Promotion unterrichtete sie ein Jahr am Carleton College in Northfield, Minnesota.  1898 trat sie der American Academy of Actuaries bei und arbeitete bis 1901 für die Massachusetts Mutual Life Insurance Company in Springfield, Massachusetts, und die Fidelity Mutual Life Insurance Company in Philadelphia, Pennsylvania. 1901 zog sie nach Washington, D.C., um für das United States Naval Observatory zu arbeiten. Anschließend arbeitete sie bis 1908 für die National Geodetic Survey und war dann bis 1913 Redaktionsassistentin in der Abteilung für biologische Vermessung des US-Landwirtschaftsministeriums. Sie verließ die Regierungsstelle und kehrte 1914 nach New Haven zurück, wo sie für die Yale Peruvian Expeditions, das Sekretariat der Yale University und die Yale University Press redaktionell tätig war. Ab 1917 arbeitete sie in verschiedenen Organisationen und akademischen Institutionen in Connecticut, New York und Massachusetts. Ihr Leben lang war sie an verschiedenen sozialen und karitativen Aktivitäten beteiligt. Als sie in New York lebte, war sie Mitglied der Joint Legislative Commission für Frauen und des Broadway Tabernacle, einer Kongregationskirche, die für ihren Sozialaktivismus bekannt ist.

## Mitgliedschaften
- American Mathematical Society
- Phi Beta Kappa
- Fellow der American Academy of Actuaries
- Fellow der American Association for the Advancement of Science
- Alumnae Member, Vassar College chapter of Phi Beta Kappa
- Women's Joint Legislative Commission (for equal rights)
- National Conference of Charities (später: National Conference on Social Welfare)

## Veröffentlichung
- 1911: The girl who lives at home: Two suggestions to trade union women. Life and Labor 1:346.